# Francisco María Píccolo
Francisco María Píccolo (Palermo, 25 de marzo de 1654 – Loreto, 22 de febrero de 1729) fue un  sacerdote jesuita siciliano, misionero evangelizador en la Sierra Tarahumara y Península de Baja California, en la Nueva España.

## Biografía
Ingresó a la Compañía de Jesús en el año de 1673. Arribó al virreinato de la Nueva España en el año de 1684 y fue destinado a las misiones del norte de México. Durante 13 años desarrolló una intensa y extraordinaria labor misionera en la sierra Tarahumara, donde profesó en 1689. En 1697 acompañó a Juan María de Salvatierra en la fundación de Loreto (25 de octubre) y en el año 1699 estableció el segundo centro de evangelización, fundando la Misión de San Francisco Javier de Viggé Biaundó, y Misión La Purísima Concepción de Cadegomó.
Al regresar a Baja California el 28 de octubre de 1702, se dedicó a la exploración de nuevos sitios,  En 1705 fue nombrado visitador de las misiones de Sonora y California, en 1709 participó en la fundación de la Misión de Santa Rosalía de Mulegé donde sirvió hasta 1718. Fue gracias a Píccolo con la introducción de las palmas datileras, es ahora un paisaje característico de la zona. Además de palmas introdujo vid y algodón. Hizo largas exploraciones ara conocer posibles sitios de expansión misional.
En el año de 1701 viajó a las ciudades de Guadalajara y México, donde escribió un ensayo titulado "Informe del estado de la nueva cristiandad de California", ensayo que pidió la Real Audiencia de Guadalajara (1702) le fuera presentado, una vez impreso fue destinado a los poderes civiles y eclesiásticos del lugar para convencerlos de la importancia de la nueva empresa y animarlos a brindarle apoyo económico. En el libro se habla del estado en que se encontraban las misiones jesuitas en Baja California y de la geografía, flora y fauna de la región. El libro se tradujo al francés junto con un mapa del padre Eusebio Francisco Kino. 
El original de este importante documento cartográfico lo encontró el historiador Herbert E. Bolton, en el Archivo General de las Indias (Sevilla) y lo reprodujo en Kino's historical Memoir of Primeria Alta (Cleveland, 1919). 
El ensayo fue traducido al francés y fue titulado: Passage pour terre a la Californie 1698-1701, fue publicado por vez primera en Letter édifiantes et curieuses, écrites des missions étrangeres par quelques missionaires de la Compagnie de Jésus (París,1705). Posteriormente aparecieró el Informe y el mapa con una carta de M. de L'Isle, en "Touchant la Californie", que fue publicado en Recueil de voyages au nord contenant divers mémoires trés útiles au commerce et á la navigation (Ámsterdam, 1815).
También se tradujo al idioma inglés, la traducción fue tomada de la edición francesa con el mapa de Eusebio Francisco Kino incluido, en Philosophical transactions (Londres, 1743), y en Travels of the jesuits into various parts of the world, compilados por Lockman (Londres, 1743), y reimpresos con el título A concise account of the Spanish dominion of America (Londres, 1762).
En el año 1704 estuvo al frente de la misión de San José de la Laguna.en Guaymas Sonora